# Oscar 1985
A 57.ª cerimônia de entrega dos Academy Awards (ou Oscars 1985), apresentada pela Academia de Artes e Ciências Cinematográficas, premiou os melhores atores, técnicos e filmes de 1984 no dia 25 de março de 1985, em Los Angeles, tendo o ator Jack Lemmon como anfitrião.
O grande vencedor da noite foi Amadeus, que recebeu 11 indicações, levando o Oscar em 8 categorias, inclusive melhor filme, ator e diretor. "Amadeus" é até hoje o último filme a ter recebido duas indicações na categoria principal de melhor ator, tendo concorrido à estatueta com Tom Hulce e o vencedor, F. Murray Abraham.
A atriz Sally Field, protagonista de Um Lugar no Coração, venceu pela segunda vez o Oscar de melhor atriz, após 5 anos da estatueta recebida por Norma Rae.
O veterano ator britânico Ralph Richardson (1902-1983) recebeu uma indicação póstuma como ator coadjuvante. O estreante Haing S. Ngor, um cirurgião cambojano, venceu a disputa na categoria, por Os Gritos do Silêncio, e tornou-se o único ator amador, além de Harold Russell, a ter sido premiado com um Oscar.
Peggy Ashcroft, eleita a melhor atriz coadjuvante aos 77 anos, por Passagem para a Índia, é a atriz mais velha a vencer na categoria.
Pela primeira vez, a categoria de melhor canção apresentou grandes sucessos do "hit parade" mundial da época, tendo sido vencedora a balada de Stevie Wonder, "I Just Called To Say I Love You", música-tema do filme A Dama de Vermelho.
Diana Ross e Ray Parker Jr. foram algumas das atrações musicais da noite.
Três atores da era de ouro de Hollywood apresentaram prêmios na cerimônia do Oscar. Laurence Olivier anunciou o Oscar de melhor filme, Gene Kelly um prêmio especial e Cary Grant foi o apresentador do Oscar honorário concedido a outro ator da era de ouro do cinema americano, James Stewart.

## Vencedores e nomeados

### Melhor Filme
- Amadeus

- Passagem para a Índia
- Os Gritos do Silêncio
- Um Lugar no Coração
- A História de um Soldado

### Melhor Direção
- Milos Forman por 'Amadeus''

- Robert Benton' por Um Lugar no Coração
- Roland Joffé' por Os Gritos do Silêncio
- David Lean' por Passagem para a Índia
- Woody Allen' por Broadway Danny Rose

### Melhor Ator
- F. Murray Abraham por 'Amadeus''

- Tom Hulce' por Amadeus
- Jeff Bridges' por Starman - O Homem das Estrelas
- Albert Finney' por À Sombra do Vulcão
- Sam Waterston' por Os Gritos do Silêncio

### Melhor Atriz
- Sally Field por 'Um Lugar no Coração''

- Vanessa Redgrave' por Os Bostonianos
- Judy Davis' por Passagem para a Índia
- Jessica Lange' por Minha Terra, Minha Vida
- Sissy Spacek' por O Rio do Desespero

### Melhor Ator Coadjuvante
- Haing S. Ngor por 'Os Gritos do Silêncio''

- Ralph Richardson' por 'Greystoke - A Lenda de Tarzan, o Rei da Selva
- John Malkovich' por Um Lugar no Coração
- Adolph Caesar' por A História de um Soldado
- Pat Morita' por Karate Kid - A Hora da Verdade

### Melhor Atriz Coadjuvante
- Peggy Ashcroft por 'Passagem para a Índia''

- Glenn Close' por Um homem fora-de-série
- Christine Lahti' por Armas e Amores
- Lindsay Crouse' por Um Lugar no Coração
- Geraldine Page' por The Pope of Greenwich Village

### Melhor Filme de Língua Estrangeira
- Fora de Controle  (Suíça)

- Camila' (Argentina)
- Sesión Continua' (Espanha)
- Além das Fronteiras' (Israel)
- Voenno-Polevoy Roman' (União Soviética)

### Melhor Roteiro Original
- Um Lugar no Coração

- Broadway Danny Rose''
- Um Tira da Pesada''
- El Norte''
- Splash(filme)

### Melhor Roteiro Adaptado
- Amadeus

- Greystoke - A Lenda de Tarzan, o Rei da Selva''
- Passagem para a Índia''
- A História de um Soldado
- Os Gritos do Silêncio''

### Melhor Figurino
- Amadeus

- Um Triângulo Diferente''
- Passagem para a Índia''
- 2010 (filme)''
- Um Lugar no Coração''

### Melhor Maquiagem
- Amadeus

- Greystoke - A Lenda de Tarzan, o Rei da Selva''
- 2010 (filme)''

### Melhor Montagem
- Os Gritos do Silêncio

- Cotton Club''
- Passagem para a Índia''
- Amadeus''
- Tudo por uma Esmeralda''

### Melhores Efeitos Visuais
- Indiana Jones e o Templo da Perdição

- Os Caça-Fantasmas''
- 2010 (filme)''

### Melhor Fotografia
- Os Gritos do Silêncio

- Passagem para a Índia''
- Um homem fora-de-série''
- Amadeus''
- O Rio do Desespero''

### Melhor Som
- Amadeus

- Passagem para a Índia''
- O Rio do Desespero
- 2010 (filme)''
- Duna

### Melhor Edição de Som
- De Volta Para o Futuro

- Tudo por uma Esmeralda
- Passagem para a Índia''
- Cotton Club
- Amadeus

### Melhores Efeitos Visuais (Especial)
- O Rio do Desespero

### Melhor Trilha Sonora
- Passagem para a Índia
- O Rio do Desespero
- Indiana Jones e o Templo da Perdição
- À Sombra de Um Vulcão
- Um homem fora-de-série

### Melhor Trilha Sonora - Canção Original
- Purple Rain

- Songwriter
- Os Muppets conquistam Nova York

### Melhor Canção Original
- A Dama de Vermelho

(pela canção I Just Called to Say I Love You)
- Paixões Violentas

(pela canção Against All Odds (Take a Look at Me Now))
- Footloose - Ritmo Louco

(pela canção Footloose)
- Os Caça-Fantasmas

(pela canção Ghostbusters))
- Footloose - Ritmo Louco

(pela canção Let's Hear It for the Boy))

### Melhor Direção de Arte
- Amadeus

- Passagem para a Índia''
- Um homem fora-de-série
- 2010 (filme)''
- Cotton Club

### Melhor Documentário
- Os Tempos de Harvey Milk

### Melhor Curta-Metragem
- Up

### Melhor Documentário em Curta-Metragem
- The Stone Carvers

### Melhor Animação em Curta-Metragem
- Charade